# Constantino Mohor
Constantino Segundo Mohor Sanhueza (Los Sauces, 17 de septiembre de 1934-30 de diciembre de 2018) fue un futbolista y entrenador chileno, que se desempeñaba como mediocampista. Defendió la selección chilena en dos oportunidades.

## Trayectoria
Llegó a Palestino, luego de una gira del club árabe al sur del país, en donde debutó en 1956. En 1961 reforzó a Colo-Colo en la derrota por 1:3 frente al Santos de Pelé.
En 1962 pasó a Santiago Morning. Luego de un partido contra Deportes La Serena sobrevivió a un accidente en donde murió su compañero Jorge Fuenzalida.
En 1964 fue recibido en España por los periodistas Renato González y Raúl Matas, quienes lo presentaron al empresario Luis Guijarro. Mohor entrenó tres meses en el Atlético de Madrid y luego en el Betis, pero como la liga ya había empezado fichó en el Calvo Sotelo de la Segunda División.
Posteriormente pasó al Hospitalet —en donde actuó junto a Jaime Ramírez—, para luego volver a Chile a Unión La Calera y retirarse en Deportes Concepción en 1968.

## Clubes
| Club                | País   | Año       |
| ------------------- | ------ | --------- |
| Palestino           | Chile  | 1956-1961 |
| Santiago Morning    | Chile  | 1962-1964 |
| Calvo Sotelo        | España | 1964-1965 |
| Hospitalet          | España | 1965-1966 |
| Unión La Calera     | Chile  | 1966      |
| Deportes Concepción | Chile  | 1967-1968 |